# Pedro Vaca
Pedro José Vaca Villarreal (Colombia, siglo XX) es un abogado colombiano. Desde 2020 es Relator Especial para la Libertad de Expresión de la Comisión Interamericana de Derechos Humanos (CIDH)

## Trayectoria
Pedro Vaca es abogado por la Universidad Nacional de Colombia. Tiene una especialización en derecho constitucional y una maestría en derecho en la misma institución. En su trayectoria ha participado en casos judiciales como Nelson Carvajal vs. Colombia, la defensa de los familiares del periodista Guillermo Cano Isaza, el caso de Luis Agustín González ante la Corte Suprema de Justicia colombiana. Ante ese mismo organismo brindó conceptos profesionales en el plebiscito por la paz y libertad de expresión en redes sociales. Fue director de la Fundación para la libertad de prensa (FLIP) y fue elegido en 2020 Relator Especial para la Libertad de Expresión de la Comisión Interamericana de Derechos Humanos para suceder a partir de octubre de ese año a Edison Lanza.
Desde abril de 2019 es tesorero y parte del consejo directivo del Intercambio Internacional por la Libertad de Expresión (IFEX, por sus siglas en inglés) y desde 2020 es integrante del comité asesor de sociedad civil de la Coalición de la Libertad de los Medios.

## Premios y reconocimientos
- 2019 - Premio de la Beca Reagan-Fascell del National Endowment for Democracy
- 2019 - Periodista del año en representación de la FLIP por el Premio Nacional de Periodismo Simón Bolívar.
- 2019 - Reconocimiento Especial del Jurado del Premio Nacional de periodismo Simón Bolívar. 2019 por el capítulo «La frontera del amarillismo» del Presunto Podcast, proyecto de Vaca.